# Barbara Baum
Barbara Baum (* 7. Mai 1933 in Magdeburg; † 15. April 2023 in Berlin) war eine deutsche Kostümbildnerin. Ab den späten 1960er Jahren stattete sie zahlreiche nationale und internationale Filme, insbesondere Historienfilme, aus, wofür sie 2015 mit dem Ehrenpreis des Deutschen Filmpreises ausgezeichnet wurde.

## Leben
Die aus Magdeburg stammende Barbara Baum, früh beeinflusst von ihrem Vater, einem Architekten und Maler, und ihrer Tante, einer Weberin und Stoffdesignerin, entschied sich nach der Mittleren Reife zunächst für eine Schneiderlehre. Danach folgte ein Studium der Mode, Kunst- und Kostümgeschichte an der Textil- und Modeschule sowie an der Meisterschule für das Kunsthandwerk in Berlin. In ersten Auftragsarbeiten nähte sie Kostüme für die Vaganten Bühne und das Theater am Kurfürstendamm, wo sie für eine Inszenierung von Eugène Ionescos Die Nashörner die weiblichen Rollen ausstattete. Über den Sender Freies Berlin, wo sie zeitweise in der Kostümabteilung arbeitete, kam sie als Assistenz-Kostümbildnerin zu ihrem ersten Film, Peter Lilienthals Verbrechen mit Vorbedacht (1967). Weitere Erfahrungen im Filmgeschäft mit den Regisseuren Peter Fleischmann und Reinhard Hauff folgten.

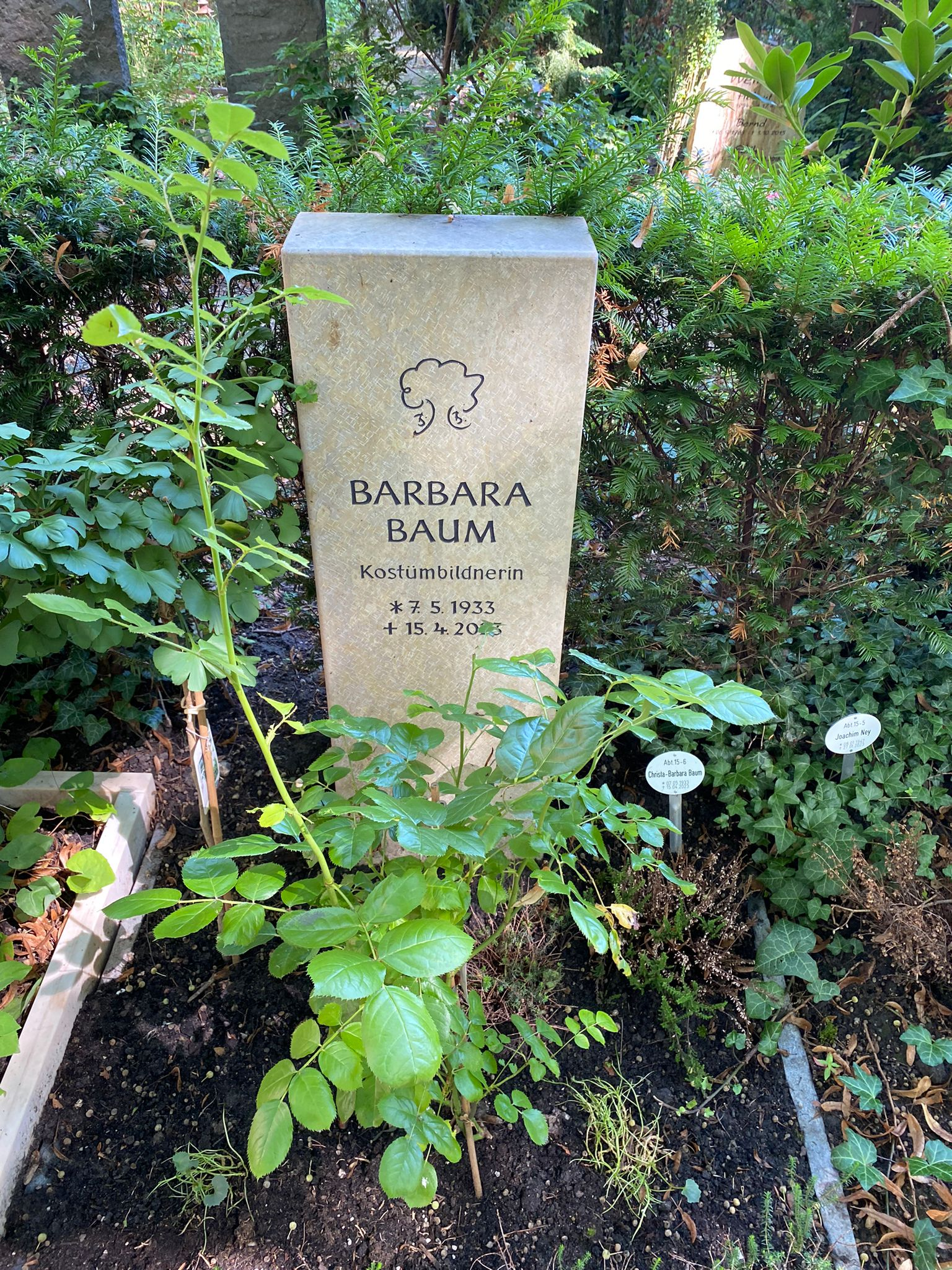
Grabstätte auf dem Friedhof Schöneberg III

1972 lernte Baum Rainer Werner Fassbinder kennen und war für die Kostüme im Film Fontane Effi Briest verantwortlich. Bis zu Fassbinders Tod 1982 arbeiteten beide für mehrere Filmen zusammen, so etwa in den Werken Die Ehe der Maria Braun (1979) oder Lili Marleen (1981). Für den TV-Vierteiler Väter und Söhne von Bernhard Sinkel stattete Baum unter anderem die britische Schauspielerin Julie Christie aus. Auch außerhalb Deutschlands war Baum gefragt, so machte sie die Kostüme für die internationalen Koproduktionen Homo Faber (1991) oder Das Geisterhaus (1993). Für letzteren erhielt sie 1993 den Bayerischen Filmpreis für das beste Kostümdesign. 1992 engagierte Stanley Kubrick sie für seinen geplanten Film Aryan Papers, der jedoch nicht realisiert wurde.
Anfang des 21. Jahrhunderts arbeitete sie für den Regisseur Heinrich Breloer in den beiden mehrteiligen Dokudramen Die Manns – Ein Jahrhundertroman (2001) und Speer und Er (2005) sowie im Film Buddenbrooks (2008), für den sie erneut mit dem Bayerischen Fernsehpreis ausgezeichnet wurde. Für Speer und Er war sie 2005 zudem in der Kategorie Beste Ausstattung für den Deutschen Fernsehpreis nominiert. Im September 2010 wurde Barbara Baum mit einem der ersten 40 Sterne, die bei der Eröffnung des Boulevards der Stars in Berlin vorgestellt wurden, geehrt.
Barbara Baum war 2003 eines der Gründungsmitglieder der Deutschen Filmakademie. Sie wurde bei der Verleihung des Deutschen Filmpreises am 19. Juni 2015 mit dem Ehrenpreis für herausragende Verdienste um den Deutschen Film ausgezeichnet und zum Ehrenmitglied der Deutschen Filmakademie ernannt. Baums Arbeitsarchiv befindet sich seit 2016 im Deutschen Filminstitut in Frankfurt am Main.
Barbara Baum lebte in Berlin und starb dort in einem Seniorenstift. Barbara Baum wurde 78 Jahre alt. Ihre letzte Ruhestätte fand sie auf dem Friedhof Schöneberg III an der Stubenrauchstraße. 

## Filmografie (Auswahl)
- 1967: Verbrechen mit Vorbedacht (TV)
- 1969: Jagdszenen aus Niederbayern
- 1970: Bambule (TV)
- 1972: Ludwig – Requiem für einen jungfräulichen König (TV)
- 1973: Nora Helmer
- 1974: Fontane Effi Briest
- 1978: Die Ehe der Maria Braun
- 1979: Die erste Polka
- 1980: Berlin Alexanderplatz (TV)
- 1980: Lili Marleen
- 1981: Lola
- 1982: Die Sehnsucht der Veronika Voss
- 1982: Querelle
- 1983: Liebe ist kein Argument
- 1984: Sigi, der Straßenfeger
- 1985: Via Mala (TV)
- 1986: Väter und Söhne (TV)
- 1988: Brennendes Geheimnis (Burning Secret)
- 1989: Georg Elser – Einer aus Deutschland
- 1991: Homo Faber
- 1993: Der Kinoerzähler
- 1993: Das Geisterhaus
- 1995: Katharina die Große (TV)
- 1996: Das Mädchen Rosemarie (TV)
- 1997: Fräulein Smillas Gespür für Schnee (Smilla’s Sense of Snow)
- 1998: Liebe deine Nächste!
- 1999: Aimée und Jaguar
- 1999: Der große Bagarozy
- 2001: Venus & Mars
- 2001: Die Manns – Ein Jahrhundertroman (TV)
- 2004: Die Nibelungen (TV)
- 2005: Speer und Er (TV)
- 2008: Buddenbrooks
- 2009: Romy (TV)
- 2014: Beobachtungen eines Blinden (Kurzfilm)

## Auszeichnungen

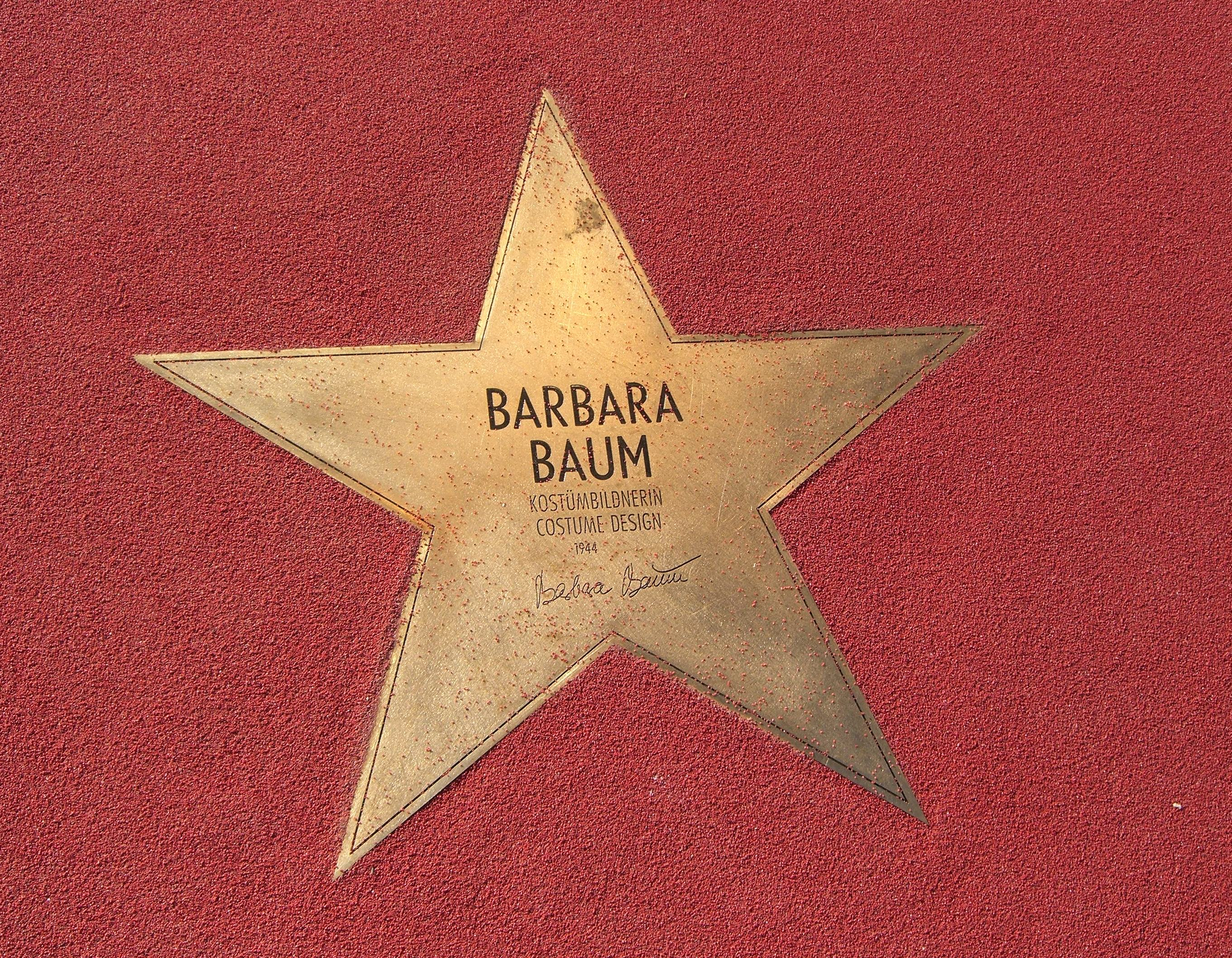
Stern von Barbara Baum auf dem Boulevard der Stars in Berlin

- 1988: Internationale Filmfestspiele von Venedig, Osella für Brennendes Geheimnis
- 1993: Bayerischer Filmpreis für das beste Kostümdesign in Das Geisterhaus
- 1997: Goldener Löwe (RTL) für Das Mädchen Rosemarie
- 2009: Bayerischer Filmpreis für das beste Kostümbild in Buddenbrooks
- 2010: Stern auf dem Boulevard der Stars in Berlin
- 2015: Deutscher Filmpreis: Ehrenpreis für ihr Lebenswerk[7]

## Dokumentationen und Ausstellungen
- 1980: Berufung fürs Kino – Kostüme Barbara Baum (SFB)
- 2015: Fassbinder JETZT, Martin-Gropius-Bau, Berlin[12]
- 2018: Hautnah. Die Filmkostüme von Barbara Baum. Deutsches Filminstitut & Filmmuseum, Frankfurt a. M.[13]